# Vakkom
Vakkom es una ciudad censal situada en el distrito de Thiruvananthapuram en el estado de Kerala (India). Su población es de 19267 habitantes (2011). Se encuentra a 34 km de Thiruvananthapuram y a 34 km de Kollam.

## Demografía
Según el censo de 2011 la población de Vakkom era de 19267 habitantes, de los cuales 8319 eran hombres y 10948 eran mujeres. Vakkom tiene una tasa media de alfabetización del 91,68%, inferior a la media estatal del 94%: la alfabetización masculina es del 94,93%, y la alfabetización femenina del 89,27%.